# Larry Regan
Lawrence Emmett „Larry“ Regan (* 9. August 1930 in North Bay, Ontario; † 9. März 2009 in Ottawa, Ontario) war ein kanadischer Eishockeyspieler (Rechtsaußen) und -trainer, der zwischen 1956 und 1961 für die Boston Bruins und Toronto Maple Leafs in der National Hockey League spielte.

## Karriere
Im Alter von 16 Jahren zog er nach Ottawa, wo er für die Ottawa Junior Senators spielte. Kurz darauf wechselte er in den Seniorenbereich zu den Ottawa Senators, die damals an der Quebec Hockey League teilnahmen. Für zwei Jahre wechselte er zu den Toronto Marlboros, bei denen er zuerst wieder im Junioren Bereich und im zweiten Jahr bei den Senioren spielte, mit denen er 195 den Allan Cup gewann. Danach kehrte er zu den Senators zurück, bevor er in den kommenden Jahren für Shawinigan, Quebec und Pembroke spielte.
In der Saison 1956/57 schaffte er bei den Boston Bruins den Sprung in die NHL. In seiner ersten Spielzeit erzielte er 14 Tore und wurde als bester Neuling mit der Calder Memorial Trophy ausgezeichnet. Er war in dieser Zeit der älteste Spieler, der diese Trophäe gewann. Anfang Januar 1959 wechselte er zu den Toronto Maple Leafs, für die er noch zweieinhalb Spielzeiten aktiv war.
1961 wechselte er in die American Hockey League zu den Pittsburgh Hornets, bei denen er als Spielertrainer tätig war.
Es folgten zwei Jahre beim Innsbrucker EV, für die er als Trainer agierte. Nach einem weiteren Jahr als Nachwuchstrainer in Etibicoke kehrte er für eine Saison bei den Baltimore Clippers in der AHL aufs Eis zurück.
Er folgte Jack Kent Cooke, den er aus Toronto kannte nach Los Angeles und wurde ab der Saison 1967/68 erster General Manager der Los Angeles Kings. In der Saison 1970/71 war er dort auch als Trainer tätig. in der Kommenden Saison übergab er das Amt nach 10 Spielen an Fred Glover. Im Laufe der Saison 1973/74 wurde ar als General Manager abgesetzt. In seiner Zeit als Trainer sorgte er für Aufsehen, als nach Ende eines Spiels gegen den Lokalrivalen, die Oakland Seals, den Schiedsrichter ins Gesicht schlug, da dieser durch eine späte Strafzeitentscheidung die Niederlage für die Kings einleitete. Regan wurde von NHL-Präsident Clarence Campbell mit einer Strafe von 1.000 US-Dollar belegt.
Nach seiner aktiven Karriere war Regan in der NHL Alumni Association aktiv, die sich für die Ansprüche ehemaliger NHL-Spieler einsetzt.